# Comuna Racovița în Evul Mediu
Acest articol dezvoltă o secțiune Comuna Racovița în Evul Mediu a articolului principal, comuna Racovița, Sibiu.
Evul Mediu a lăsat numeroase vestigii istorice în preajma comunei Racovița, aflată în imediata apropiere a intrării Oltului în defileul cu același nume din Carpații Meridionali ai României. Datorită poziției strategice în apărarea frontierelor Transilvaniei, toate localitățile cu populație majoritar românească din apropierea pasului Turnu Roșu au făcut parte din domeniul feudal al Tălmaciului, domeniu condus administrativ și juridic secole de-a rândul din cetatea Turnu Roșu (Porcești). Dovadă în acest sens sunt cetățile de la Lotrioara (Lauterburg), cetatea de la Avrig, fortificațiile medievale de la Boița și nu în ultimul rând cetatea Tălmaciului (denumită de racoviceni „Cășile uriașilor”) adevărata „Coroană (cunună) a țării” (în germană Landskrone) construită în perioada 1369 - 1370.
Atestată documentar în 22 mai 1443, Racovița împreună cu alte șapte localități învecinate: Boița, Plopi (dispărută), Sebeșu de Jos, Sebeșu de Sus, Tălmaciu, Tălmăcel și Turnu Roșu, au făcut parte din Scaunul filial al Tălmaciului, ca subunitate administrativă a Scaunului Sibiului, fiind înglobat la rândul său în 1453 în autoadministrarea sașilor din cele „Șapte Scaune”, urmată de „Universitatea Săsească” începând din 1486 și până în anul 1876. În perioada 1453 - 1700, Racovița este menționată în peste 50 de documente cu caracter feudal, vizând donații și arendări, vânzări, cumpărări și răscumpărări, zălogiri și reambulări de hotare în care sunt implicați domni de pământ și personalități înalte ale țării cum au fost Cristofor, Sigismund și Ștefan Báthory, George Basta și alții.

## Cetăți feudale din apropierea satului

Amplasare Landskrone

Așezarea ungurilor și colonizarea sașilor în regiunile din sudul Transilvaniei, au avut repercusiuni însemnate asupra vieții social-politice a obștiilor libere țărănești. În dorința lor de a-și apăra noile cuceriri, regii unguri au început construirea unor cetăți în preajma noilor granițe, folosind mâna de lucru a localnicilor. Aceste cetăți aveau menirea de a susține dominația feudală, de a apăra și controla trecătorile din munți și de a constitui loc de refugiu, cel puțin pentru o parte din locuitorii satelor din jur, în vremuri de restriște.
- Cetatea Lotrioarei (Lauterburg),[2] așezată la confluența Lotrioarei cu Oltul, considerată drept cea mai veche întăritură medievală din zonă.[3]
- Fortificația medievală de la Avrig-Racovița,[4] cunoscută sub acest nume în literatura de specialitate pe considerentul că se află înălțată chiar pe granița dintre Racovița și Avrig,[5] în pădurea „Braniștea” pe un loc greu accesibil. Numele primului ei stăpân a rămas necunoscut, după cum necunoscută este și data construirii ei.

S.Lupșa o datează din secolele V - X ale erei noastre, în timp ce G.Bekó consideră a fi una dintre cele mai vechi cetăți feudale din Transilvania, contemporană cu cele de la Tilișca, Sibiel, Orlat și Rășinari, deci de prin secolele XII - XIII, construcția marcând totodată zona de frontieră a regatului feudal arpadian. Istoricul sibian, T.Nägler presupune că ea a fost zidită în a doua jumătate a secolului al XIII-lea, opinie susținută la acei ani și de către arheologul sighișorean J.M.Ackner. K.Horedt se oprește asupra anului 1200, deci contemporană cu cetatea de la Breaza, sau cu cele de pe Tâmpa, Măgura Codlei, cea dintre Sadu și Cisnădie ori cele de la Orlat, Tilișca, Gârbova etc. Istoricul de artă V.Vătășianu, consideră datarea ei la anul 1200 prea timpurie, R. Heitel împărtășind la rândul său ipoteza lui Th.Nägler. De asemenea J. M. Ackner o consideră a fi și o veche cetate dacică, afirmație care poate să cuprindă în ea un sâmbure de adevăr, cunoscut fiind faptul că pe teritoriul Transilvaniei se mai citează cetăți medievale, ridicate pe ruinele unor întărituri mai vechi.
Potrivit afirmațiilor lui Ackner și Horedt, cetatea avea două valuri de pământ concentrice, unul lung de 300 metri iar altul de 700 metri, ce închideau o curte cu o suprafață de circa 1800 metri pătrați. Construcția de pământ, după unii autori, de piatră, după alții, la data cercetării ruinelor ei au mai putut fi văzute urme de tencuială precum și de săpături făcute de-a lungul vremurilor. Kurt Horedt presupune că decăderea și părăsirea cetății, de unde se supraveghea și „poteca de cai” care trecea prin valea „Râului Mare”, peste muntele „Scara” spre Curtea de Argeș și Râmnicu Vâlcea, s-a datorat atât construirii cetății de la Tălmaciu cât și fortificării Sibiului, locuri de unde se putea opune o rezistență mai eficientă împotriva năvălitorilor.
- Cetatea Turnu Roșu,[2] contemporană cu cea de la Avrig, a constituit un important punct vamal și strategic. Cu o datare incertă,[18] pe lângă funcția de apărare a trecătorii împotriva incursiunilor din sud, cetatea a îndeplinit secole de-a rândul și o funcție social-economică, aici fiind sediul domeniului feudal al Tălmaciului, cuprinzând un număr de opt localități din jur, printre care și Racovița. De aici, în numele Magistratului sibian, castelanul își exercita drepturile sale politice, administrative și judecătorești asupra întregului domeniu și a supușilor săi.

- Cetatea Tălmaciu,[19] cunoscută de către racoviceni până la mijlocul secolului al XX-lea sub denumirea de „Cășile uriașilor”. Ridicată de către sași între anii 1369 - 1370 la porunca regelui ungar Ludovic I, cetatea a avut o viață scurtă[20] dar a fost și este una dintre cele mai mari și mai frumoase cetăți medievale din Transilvania, de unde și denumirea sa de „Landskrone”,[21] adică „Coroana(cununa) țării”.

Cu toate că supușii domeniului Tălmaciului erau slujbași ai acestor cetăți și s-au bucurat de unele facilități, ei s-au răsculat adesea împotriva stăpânitorilor. Astfel, în anul 1366, țăranii români de pe domeniul Tălmaciului s-au alăturat campaniei de represalii pe care o ducea domnitorul muntean Vladislav - Vlaicu împotriva regelui maghiar Ludovic I. Câțiva ani mai târziu aceiași țărani se răscoală din nou împotriva oficialităților săsești.
În 2009, dr.Petre Beșliu Munteanu a descoperit pe teritoriul comunei Racovița situl unei cetăți a cărei datări încă nu este cunoscută. P.B.Munteanu a început o campanie de atragere de tineri pasionați de istorie pentru a începe campania de cercetări arheologice.

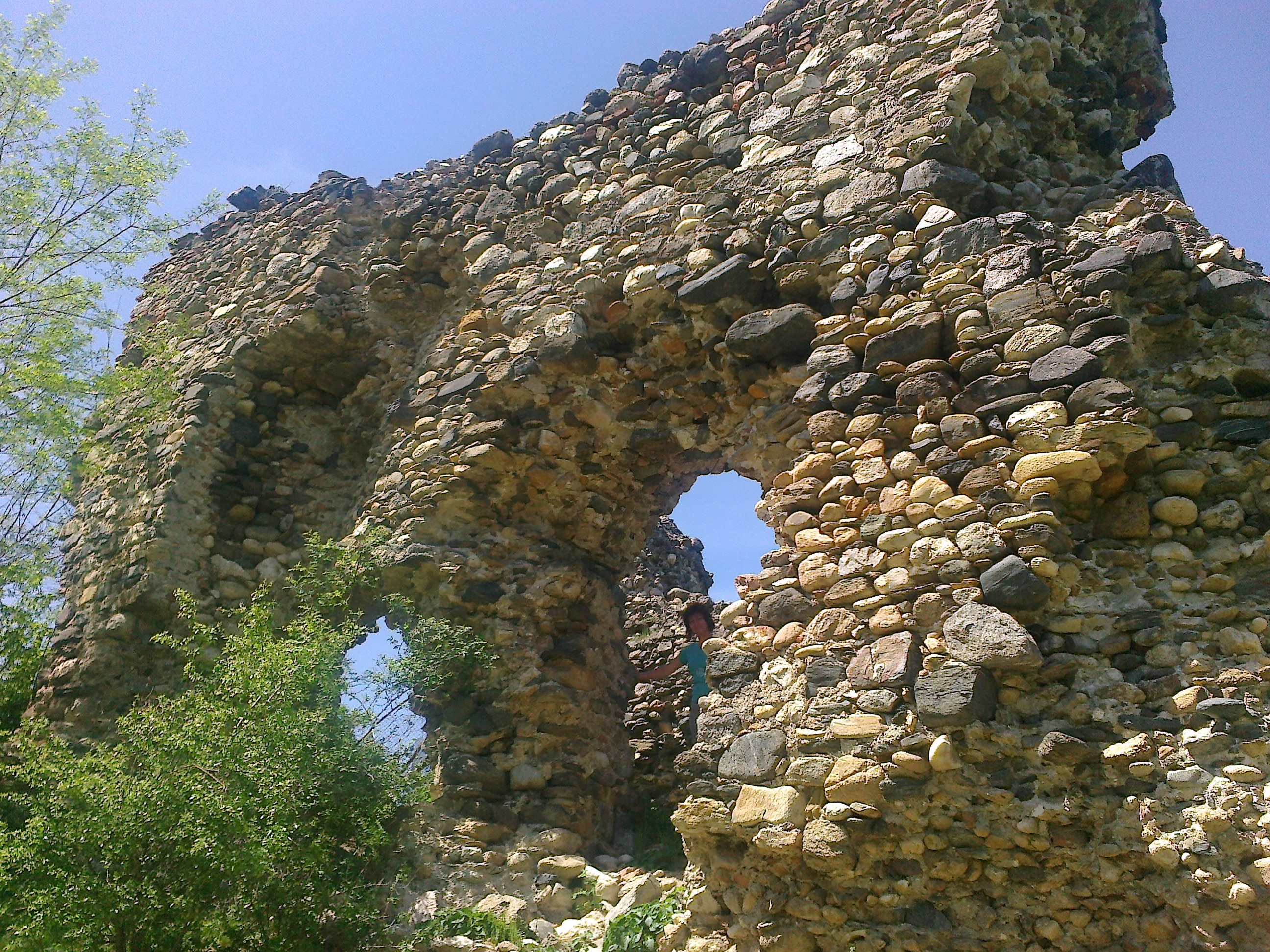
Landskrone (1)
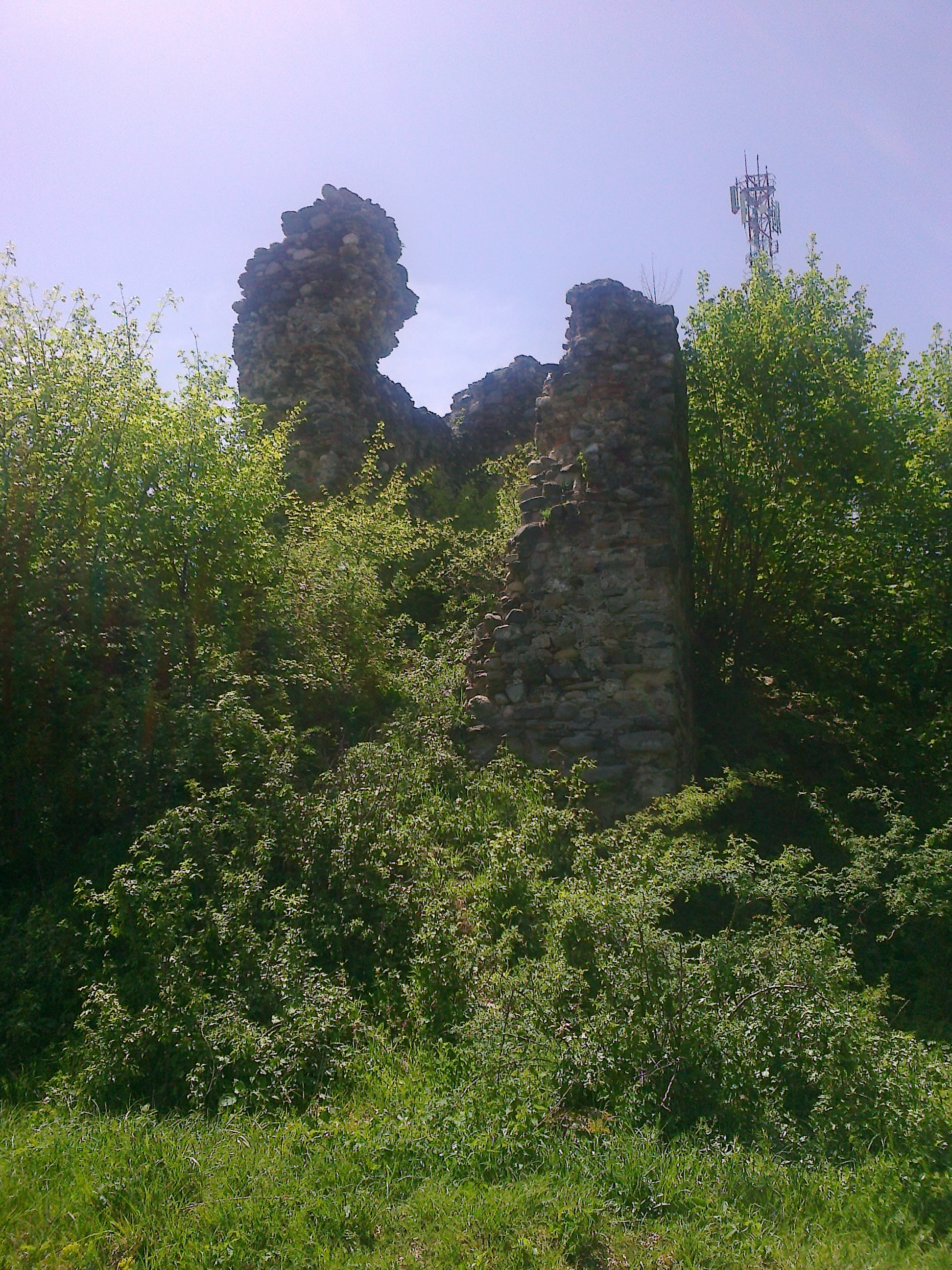
Landskrone (2)
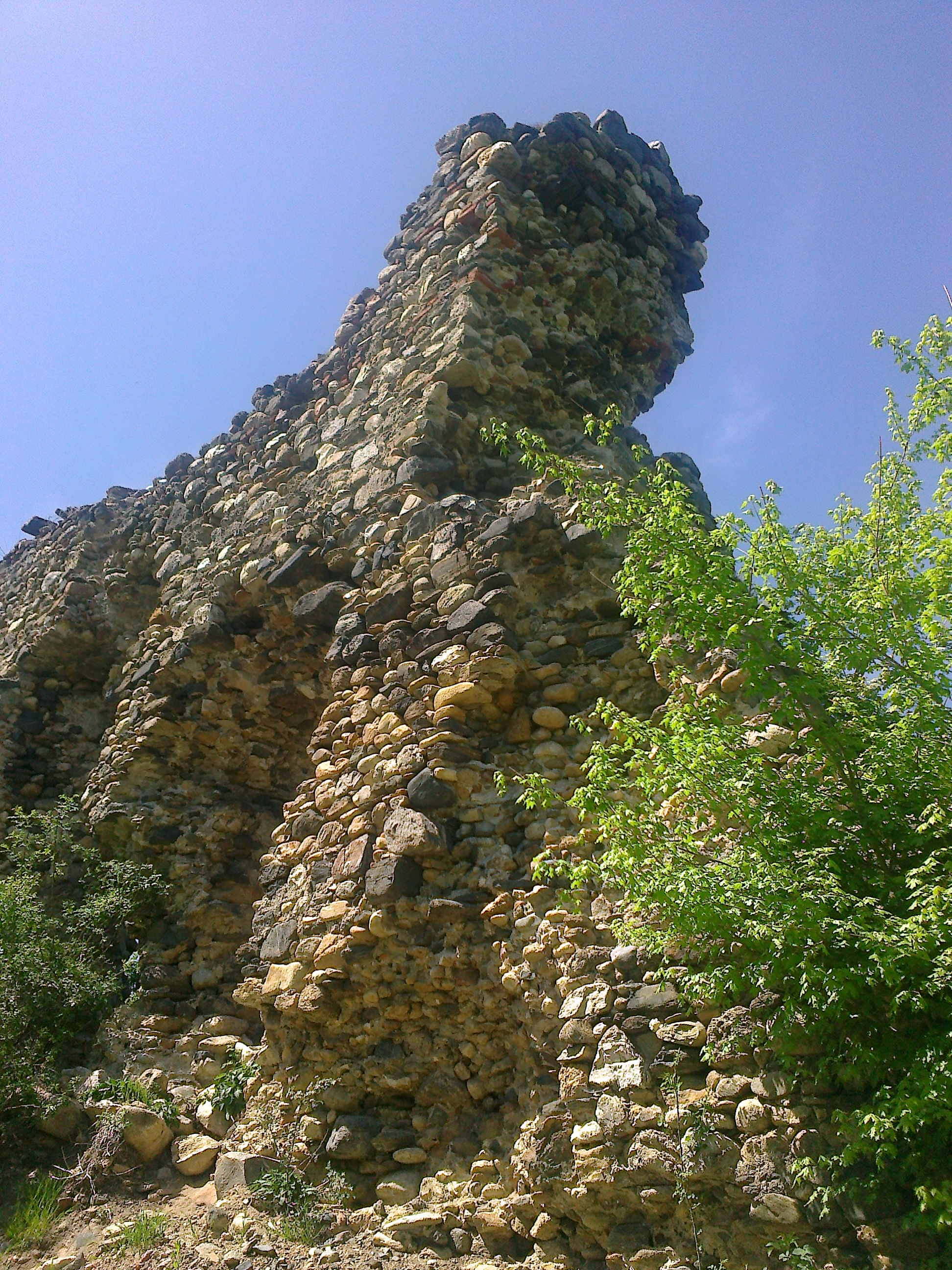
Landskrone (3)

## Satul în perioada 1443-1490
O dată cu primele incursiuni turcești în Transilvania din 1438, regii unguri au hotărât să unească „Pământul crăiesc” cu teritoriile locuite de sași, punându-le sub o singură stăpânire și sub același sistem de taxe, cu condiția ca pe acest teritoriu să existe drepturi și libertăți egale pentru toți locuitorii, români sau sași, fără deosebire. Această măsură s-a concretizat prin diploma dată la 3 februarie 1453 de către regele ungur Ladislau al V-lea, care la îndemnul guvernatorului Ioan de Hunedoara, a dăruit sașilor din cele „Șapte scaune” cetățile Lotru, Turnu Roșu și Tălmaciu, cu condiția ca pe aceasta din urmă s-o dărâme iar pe celelalte să le întărească și să le apere. O dată cu cetățile au fost donate sașilor și satele domeniului feudal al Turnului Roșu printre care și jumătate din Racovița, cealaltă jumătate aparținând deja lui Simion Magnus.
Scaunul filial al Tălmaciului a intrat de drept în posesia celor „7 juzi” în 2 martie 1453, dată după care sașii în dorința de a se prevala de prevederile diplomei, au pus stăpânire și pe jumătatea de sat ce aparținea lui Simion Magnus. Au făcut acest lucru, modificând în textul diplomei termenul de „vallibus”(văile) cu „vallachis”, căutând să dovedească că nu numai pământul, munții, apele etc. le-au fost date, ci și valahii și ca urmare au cerut ca românii să fie scoși din statutul de oameni liberi și să fie iobagiți. Ca așa au stat lucrurile o dovedește și porunca dată de Ioan de Hunedoara la data de 16 decembrie 1455, prin care autoritățile superioare scăunale au fost somate să repună în drepturi pe fostul proprietar. În anul următor, după decesul lui Ioan de Hunedoara, Ladislau al V-lea reconfirmă la data de 9 aprilie 1456 proprietatea lui Simion Magnus, în aceeași zi poruncind și Conventului din Cluj-Mănăștur să participe la repunerea acestuia în drepturile sale.
Potrivit unui document emis de către regele Matia Corvin la data de 22 septembrie 1467, în această perioadă Racovița(sau cel puțin o parte din ea) se afla in posesia judelui regesc al Scaunului Cincului, Ioan de Morgondal și a fiului său Mihai, posesie confirmată în 5 mai 1472. Cum aceștia au făcut parte dintr-un complot organizat împotriva regelui la 18 august 1467 la Cluj, ei au fost scoși din drepturile lor și începând din 22 septembrie 1467, jumătate din Racovița este donată de către regele Matiaș comitelui Gheorghe Tobiasi și fiilor lui Ladislau și Tobiasi de Eczel. De menționat că printre membrii complotului a figurat și nobilul Kövesd din Racovița, motiv pentru care a fost decapitat și el alături de ceilalți complotiști în Piața Mare a Sibiului.
În 1474 Racovița era din nou în posesia celor „Șapte scaune săsești”, pe căi după cât se pare nu tocmai cinstite. Se deduce acest fapt dintr-un document datat în 21 ianuarie 1474, prin care voievodul Blasius Magyar poruncește oficialităților săsești să-i restituie lui Tobiasi vechea proprietate și racovicenilor să-l recunoască pe acesta drept stăpân și să i se supună. Sașii n-au fost însă de acord cu decizia voievodului și în anul 1486 au atacat-o pe cale juridică, pe motivul că posesiunea Racovița a aparținut coroanei regale și drept urmare li se cuvine lor. Cu ocazia judecării procesului la Cluj, în afară de părțile implicate au mai apărut și alți pretendenți, în persoana urmașilor lui Simion Magnus, fiul său Gheorghe și fiica Barbara. Sentința s-a dat în favoarea celor „Șapte scaune” însă nu a putut fi pusă în aplicare deoarece urmașii lui Tobiasi au prezentat scrisorile regale prin care au dovedit dreptul lor asupra moșiei. La următoarea ședință de judecată, părțile Tobiasi și Magnus au pierdut procesul prin neprezentare și astfel, tribunalul a hotărât pentru totdeauna apartenența acestei jumătăți de sat de cele „Șapte scaune săsești”, hotărâre confirmată de decretul din 4 octombrie 1486. Cu toate acestea, la data de 28 martie 1488, Tobiasi mai deținea încă în mod abuziv posesiunea sa, ceea ce a determinat o intervenție directă a lui Matia Corvin în conflictul respectiv.

## Satul în perioada 1490-1698

Racovița în Harta Iosefină a Scaunului filial al Tălmaciului, 1769-73

Sfârșitul secolului al XV-lea și începutul celui următor aduce pentru locuitorii domeniului Tălmaciului evenimente legate de incursiunile turcești în Transilvania. Memorabilă a rămas campania turcească din 28 ianurie 1493, care a avut un deznodământ dezastruos pentru invadatori. Astfel, în timp ce aceștia se retrăgeau prin pasul Turnu Roșu, au fost izbiți de către oștile sibiene conduse de primarul cetății Gheorghe Hecht, ajutate de către românii din satele învecinate. Teama de represalii, i-au silit pe combatanți să se adreseze regelui țării implorând sprijin și apărare. Răspunsul acestuia este concretizat într-un document din 1524, prin care Ludovic al II-lea se obligă să-i apere, atât împotriva turcilor cât și a aliatului acestora, Radu de la Afumați, domn al Țării Românești. La numai doi ani de la această promisiune, are loc însă dezastrul de la Mohács, în urma înfrângerii oștilor lui Ludovic al II-lea de către cele turcești conduse de Soliman Magnificul, după care cea mai mare parte a Ungariei a fost transformată în pașalâc turcesc. Transilvania, care până la această dată a avut statutul de voievodat autonom dependent de Ungaria, a trecut și ea sub suzeranitatea turcească, situație în care se găseau și celelalte două provincii românești: Țara Românească și Moldova.
În aceste împrejurări, regele Ioan I Zápolya dăruiește Scaunul Tălmaciului și satele aparținătoare lui Ștefan Mailat, voievod al Transilvaniei, care-l anexeaza Țării Oltului. Noua stăpânire durează până în anul 1539 când scaunul este răscumpărat de către conducătorii Sibiului. În același an, în cadrul luptelor pentru tronul Ungariei dintre Ferdinand de Habsburg și Zápolya, Ștefan Mailat și vicecăpitanul Emeric Ballasa, atacă și devastează Scaunul Tălmaciului.

Fortificația medievală de la Boița - reprezentare grafică

În toată această perioadă continuă și lupta pentru stăpânirea satului Racovița între diferiți pretendenți. În 1543, Francisc Kwrevssi de Samson, vinde proprietatea sa lui Ioan de Morgonda, un an mai târziu citându-se un litigiu de hotar între Racovița și proprietarii din Bradu. În 1571, principele Transilvaniei, Ștefan Báthory și rege al Poloniei, vinde posesia sa din Racovița fratelui și succesorului său la tron, Cristofor Báthory, iar acesta orașului Sibiu, pentru suma de 2000 de florini. În anul 1572, se menționează un conflict între racoviceni și brădeni care se prelungește și în următorii ani pentru aplanarea lui intervenind însuși principele Sigismund Bathory printr-un decret emis în 1583. Acest decret este important pentru istoria Racoviței, deoarece în el apar pentru prima dată numele unor iobagi: Thoma Nikowich, Radul Batuir(?), Ioan Zakette Doykul, Wratislav Opre și Radul Vlatislaw de Rakowicza.
În ziua de 25 octombrie 1599 oștile muntene în frunte cu Mihai Viteazul venite dinspre Făgăraș au făcut joncțiunea cu trupele intrate prin pasul Turnu Roșu conduse de frații Buzești, căpitanul Baba Novac și Banul Udrea. Dacă avrigenii au reparat carele oștenilor, „întărindu-le obezile slăbite”, este de presupus că și racovicenii au ajutat sub o formă sau alta, dacă nu cumva s-au alăturat oștenilor domnitorului în lupta sa cu Andrei Báthory pe câmpul Șelimbărului în ziua de 28 octombrie 1599. Posibil este ca și racovicenii, după această luptă, să se fi răsculat asemenea locuitorilor de pe întreg cuprinsul Transilvaniei, împotriva foștilor stăpânitori.
După 9 august 1601, când pe câmpia Turzii (la 3 km sud de Turda) a fost omorât mișelește Mihai Viteazul, „cel frumos ca un copaciu”, ostașii lui Gabriel Báthory trec prin foc și sabie pe românii din jurul Sibiului, pentru sprijinul acordat domnitorului muntean. Drept urmare se înregistrează o foamete cumplită urmată de ciumă care a decimat populația.

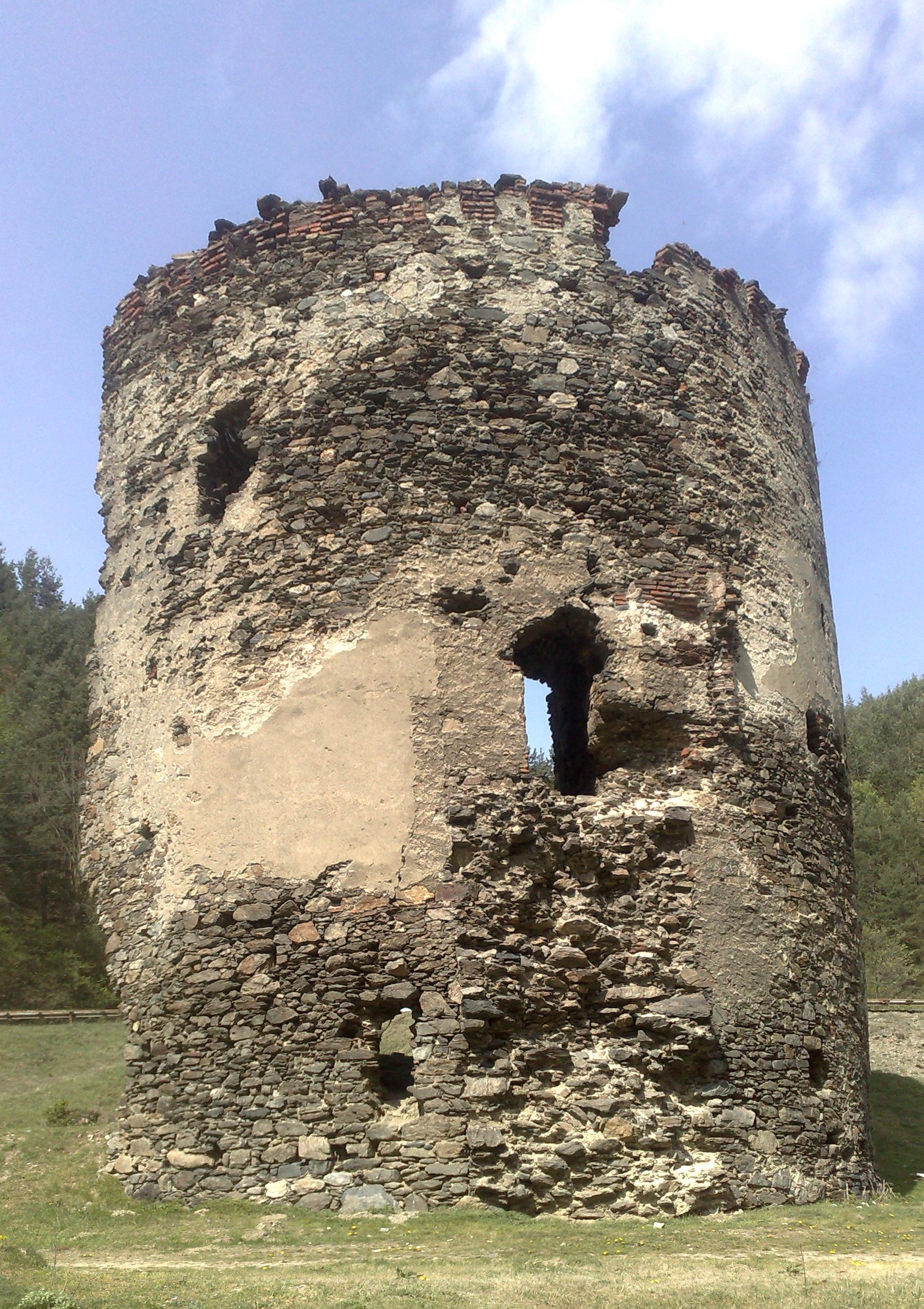
Turnul Spart - rămășiță din fortificația medievală de la Boița

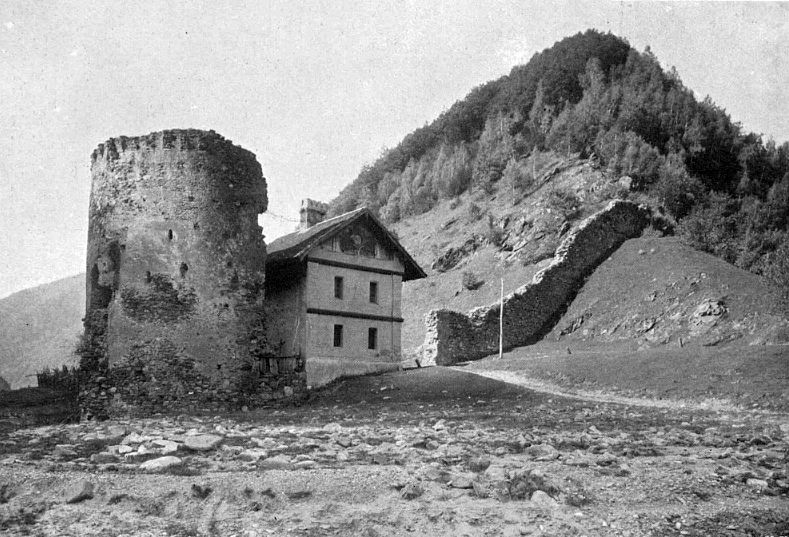
Turnul Spart din Boița la sfârșitul secolului al XIX-lea (foto)

În secolul al XVII-lea, satul este meționat în documente ce atestă tranzacțiile cu terenuri între diverși „domni de pământ” și slujbași regești. Astfel, în 1622 principele calvin Mihai Apafi I donează anumite părți din sat lui Ștefan Thorma de Csiksekerestur și lui Ladislau Thuri de Mihalyfalva. Paralel cu donațiile regale continuă și vânzările și amanetările mijlocite între diferiți nobili și slujbași regali, câțiva dintre ei fiind: judele regesc al Sibiului, Daniel Malymer; Deak Ambrus din Lipova; Daniel Crosontzky și notarul Iohan Russi.
După ocuparea Budei în 1686 și a victoriei de la Mohács din anul următor, prin prevedrile tratatului încheiat între împaratul Austriei, Leopold I și principele Transilvaniei Mihai Apafi I, trupele austriece au intrat pe teritoriul Transilvaniei. Ca urmare a acestei actiuni, în anul 1688 a luat sfârșit stăpânirea turcească, drept pentru care Dieta din 9 și 10 mai din acel an a proclamat înglobarea noii provincii cucerite la imperiul austriac. Actul prin care s-a consființit acest fapt, l-a constituit așa zisa „Diplomă Leopoldină” din 1691, adevărată constituție a Transilvaniei. Potrivit acesteia, noua provincie cucerită urma să fie condusă de către un guvernator numit de către Curtea de la Viena, la propunerea dietei precum și de către un comandant militar. Cât privește populația românească, ea urma să rămână și pe mai departe în vechea stare de iobăgie, nobilimii asigurându-i-se vechile privilegii.
Ca urmare a trecerii țării sub o nouă stăpânire, în pragul secolului al XVIII-lea în istoria Racoviței se înscriu două evenimente:
- „Unirea” credincioșilor racoviceni cu biserica Romei.
- Întocmirea primei conscripții amănunțite a localității din 1698[63][64] Întocmirea ei s-a înscris în cadrul general al politicii autorităților imperiale austriece care, pentru acoperirea cheltuielilor mereu crescânde, s-au văzut silite să arunce noi contributii asupra iobagilor transilvăneni. În acest scop și în provincia recent cucerită s-a introdus un sistem fiscal meticulos, capabil să evidențieze cât mai exact numărul populației contribuabile precum și puținul ei avut. Totodată, conscripțiile mai cuprindeau și date privind: situația juridică a localității, suprafața terenurilor și structura acestora precum și denumirea lor, componența și numărul sesiilor iobăgești, metodele de cultivare a pământului, producția agricolă și prețul ei, obligațiile iobagilor față de stăpânii lor, față de stat și biserică, numele scutiților și motivele scutirii, fenomenul de emigrare și imigrare, numele conducătorilor politici și spirituali ai satului, etc.

## Situația economică
Se știe că prin diploma andreană din anul 1224, sașii au fost îndreptățiți să folosească în comun, împreună cu vechii proprietari bunurile „Terrei Blachorum” și că aceștia, în dorința lor de a trata pe băștinași drept parteneri neegali la bunurile comune, cu timpul au prins a se deda la fel și fel de practici menite a-i îndepărta pe români de pe pământurile lor, excluzându-i din dregătorii, împiedicându-i să se stabilească în orașe și obligându-i din ce în ce mai mult la suportarea diferitelor sarcini feudale. Mai mult decât atât, baștinașilor li s-a interzis să fugă de pe „Pământul Crăiesc” în cel al comitatelor și de asemenea, să-și pască vitele pe pământurile sașilor.
O dată cu apariția cetăților feudale de pe domeniul Tălmaciului, castelanii au obligat locuitorii să le apere, împreună cu granițele țării în schimbul unor oarecare libertăți. Așa ajuns populația „iobagiones castri”(iobagi ai cetății) cu certe obligații militare, obligații regăsite de-a lungul timpurilor sub forma plăieșiei sau grăniceriei. Din acest moment, ca oameni liberi, ei urmau să plătească dări numai regelui, bucurându-se de unele facilități în raporturile lor cu organizațiile politico-administrative locale. Privilegiile respective au fost întărite de către regele Andrei al II-lea în anul 1222, prin paragrafele 1 și 2 din articolul XIX al „Bulei de Aur”, privilegii care erau privite ca o distincție ce li se acorda. Statutul de oameni liberi, cu toate încercările stăpânitorilor de mai târziu de a-l desființa, a favorizat obținerea unei situații economice mai bune decât a celorlalți locuitori din Transilvania.

Conscripția iobagilor si inchilinilor din 1750, pag. 107

Principalele taxe pe care le plăteau localnicii, direct la Sibiu, erau:
- Contribuțiile în bani plătite Cetății Sibiului.
- Dijma cuvenită regelui, care consta din: cereale, oi, furaje, vin, miere, etc.
- Taxe naturale (lemne de foc, fructe, unt, păsări, pește, etc.), care erau date diferiților stăpâni cu prilejul principalelor sărbători religioase. Asemenea „cadouri” trebuiau date și cu prilejul vizitării Sibiului de către oameni de seamă.

Astfel, în 1721 taxele plătite de „partea scăunală” au constat din: 800 florini, 64 găleți de grâu, 69 găleți de ovăz și 40 care de fân, cerealele predându-se în natură iar fânul în bani. În anul următor, pe lângă bani și grâu s-au mai predat și 54 „câble” de orz precum și 36 care de fân. În anul 1748, pe lângă cei 650 de florini și 40 câble de grâu și 20 care de fân s-au mai predat și 20 care de paie suma totala a datoriilor din anul următor ridicându-se la 1458,47 florini. „Partea iobăgită” a plătit și ea în 1748 impozite totale de 420,72 florini iar în 1749 de 290,196 florini.
În ce privește dijma, în 1721 ea s-a perceput în florini, respectiv 100 florini, pentru ca în 1764 aceasta să fie ridicată la suma de 200 florini. Creșteri simțitoare a cunoscut și dijma la oi. De unde în 1721 se percepea două oi cu miei și doi berbeci de un an la suta de oi, în 1763 la 10 oi cu lapte se lua deja un miel și la 20 de oi cu lapte - o oaie și un miel. Progresul spolierii este mai mult decât evident, în perioada 1758 - 1763 consemnându-se că numai locuitorii din „partea scăunală” a satului au plătit dijme în valoare de 1300 florini, echivalentul a 130 boi sau a 1300 de oi.
Cu excepția sezonului principalelor munci agricole, perioadă în care iobagii erau obligați să lucreze pe domeniul feudal atât timp cât era nevoie, în celelalte perioade ale anului ei roboteau la stăpâni o săptămână din trei. Iobagilor le mai erau „rânduite” și alte „slujbe” prestate cu brațele sau cu vitele, pentru diferitele nevoi ale domeniului ca: întreținerea și repararea cetăților, drumurilor și podurilor, confecționarea șindrilei și a cărbunilor, lucru în atelierele cetăților precum și efectuarea diferitelor transporturi, în special a celor cu caracter militar. Astfel, în perioada ocupării Olteniei de către austrieci (1718-1739), locuitorii domeniului Tălmaciului au efectuat transporturi legate direct de această ocupație, atât în interiorul țării cât și „in Vallchiam”. În anul 1721, la transporturile efectuate pe teritoriul Transilvaniei, au participat un număr de 20 locuitori cu 10 care, 28 cai și 18 boi. La transporturile efectuate peste munți, au participat 127 de persoane, 5 care, 53 de cai și 92 boi. Spre sfârșitul ocupației, transporturile s-au înmulțit, astfel încât numai în perioada ianuarie - august 1737, locuitorii Scaunului Tălmaciului, au prestat transporturi la care au participat 480 de care cu 949 cai, 1890 boi precum și 1370 de persoane.
Crâșmăritul era una din taxele ce încununa cu succes sistemul de impozite aplicat populației, prin aceasta stăpânii realizând venituri însemnate. Astfel, de trei ori pe an, cu prilejul sărbătorilor principale(Paști, Rusalii și Crăciun), iobagii erau obligați să cumpere de la domnii de pământ o cotă oarecare de vin la prețul fixat de aceștia, cotă care era distribuită de către crâșmarul și judele satului. De cele mai multe ori însă, vinul respectiv era de prostă calitate și nu putea fi consumat. Dacă iobagii îl refuzau, cantitatea respectivă era vărsată în fața porții sau într-un vas din curte, ea trebuind să fie plătită. În anii „răi de vin” nu se distribuia nimic, dar cotele trebuiau a fi plătite. În „partea scăunală” a satului, Magistratul sibian își exercita dreptul de „crâșmărit” în perioada de la Sfântul Gheorghe și până la Sfântul Mihail. După 1757, această perioadă s-a extins între 1 ianuarie și 8 noiembrie, timp în care se desfăceau două până la trei vase cu vin (cca 400-1200 litri), în restul timpului dreptul de cârciumărit revenind iobagilor.
Iobagii mai erau datori față de puterea centrală și cu participarea la oaste, trebuind să dea la 60 de gospodării un cal cu călăreț echipat de luptă. La toate acestea se mai adăuga și multiplele taxe anuale pentru: pășunat, pădurit(tăiat lemne), ghindărit(hrănirea porcilor cu ghindă în păduri),etc., taxe a căror valoare s-a ridicat în anul 1719 la suma de 307 florini, iar în 1721 și 1741 la 151 florini.
Nerespectarea riguroasă a tuturor acestor obligații feudale atrăgea după sine represiunea oficialităților, finalizată adeseori cu întemnițarea vinovaților în „gaura” de la Tălmaciu. Dacă se mai adaugă acestora și asuprirea exercitată asupra românilor de națiunile recepte ce formau „Unio Trium Nationum” se poate vedea o imagine de ansamblu a condițiilor de viață ale populației transilvănene în orânduirea feudală, condiții pentru îmbunătățirea cărora a protestat cu energie, dar fără succes, episcopul unit Iocențiu Micu Klein în 1736.

[1] Unelte din Evul Mediu
[2] Unelte din Evul Mediu
[3] Unelte din Evul Mediu
Vârf de suliță din Evul Mediu

## Structurarea socială
Din punct de vedere al componenței sociale, majoritatea locuitorilor satului erau iobagi ai Cetății Sibiului, sub jurisdicția primarului, la care aveau drept de apel. Fiecare iobag poseda o sesie iobăgească a cărei suprafață a variat între 10 și 15 jugăre și pe care nu o putea vinde sau zălogi. Aceasta era indivizibilă și era muncită în comun de către toți membrii familiei căreia îi era atribuită. Din cauza deselor emigrări și răscoale, conscripțiile vremii consemnează adesea sesii fără iobagi, pustii, care făceau obiect de tranzacție între diferiți proprietari și care erau date în folosință unor jeleri localnici sau unor iobagi fugiți aici de pe alte domenii, cum se înregistrează în anul 1680 cazul lui Andrei, fiul Hîrsoaiei din Porumbacu de Sus sau al lui Streza Kuiul din Scoreiu, în 1688. În anul 1750, numai în „partea iobăgită” a satului sunt consemnate un număr de 39 sesii pustii, proprietarii acestora părăsindu-le între anii 1690 - 1748.
Alături de iobagi, în sat trăiau jelerii care erau țărani fără sesie iobăgească. Ei erau obligați la rândul lor să presteze anumite robote în folosul „domnilor”. Sporadic, în conscripțiile satului apar și „vagii”, țărani pribegi care nu aveau locuințe statornice și deci, care se deplasau mereu pentru a-și câștiga cele necesare traiului.
O categorie restrânsă de locuitori o formau plăieșii, care erau încadrați în „Corpul plăieșilor”, veche instituție feudală creată pentru asigurarea granițelor țării. Aceștia patrulau pe potecile munților, împiedicând emigrările, zădărnicind contrabanda și asigurând un cordon sanitar în perioada deselor epidemii de ciumă și holeră. Tot acestor plăieși le revenea sarcina de a încasa veniturile munților. Plăieșii se recrutau din rândurile iobagilor și își păstrau portul lor național. Drept răsplată pentru serviciul prestat, ei nu numai că erau scoși din rândul iobagilor dar se bucurau și de anumite privilegii, fiind scutiți de sarcini feudale. În 1721, pe lângă scutirile obișnuite, plăieșului racovicean i se asigura și hrana zilnică. Pentru credința și statornicia lor dovedită în îndeplinirea pazei granițelor, plăieșii și-au dobândit încrederea stăpânirii astfel încât în anul 1667, principele Mihai Apafi I le-a încredințat acestora și paza trecătorilor și a cetăților de graniță, asigurată până la acea dată de către detașamente ale armatei regulate. Arhivele sibiene au păstrat documente în care sunt consemnate nume ale plăieșilor racoviceni dintre anii 1749 - 1760:
- În 1749, Andrei Filip îndeplinea această slujbă din „partea iobăgită” a satului;
- Onea Dragotă din „partea scăunală” servea în muntele Clăbucet.
- Ion Dragotă în vârstă de 40 de ani apare consemnat ca îndeplinind funcția de trei ani;
- Alți plăieși: Maniu Crulia, Tudor Chivărar, Toma Micului, Onea Totan, Cîndea Totan, Constantin Sîrbu și Tudor Ionuș,[95] unii dintre ei fiind înarmați cu „sclopete”(puști), „pistolet” și sulițe.[96]

Pușcașii formau o altă categorie de locuitori ridicați din starea iobăgească. Cunoscuți în documente ca „sclopetari”, „venatores”, „armaliști” sau „pixidari”, aceștia erau înarmați cu puști și în schimbul unor scutiri erau obligați să întrețină cetățile în timp de pace și să le apere în timp de război. În sarcina lor mai cădea și ridicarea la oaste a „gloatelor” când vremurile erau tulburi. În anul 1764 se menționează în această funcție Vasile Capră, care pentru slujba prestată plătea jumătate din censul cuvenit.
Ultimii locuitori, dar nu cei din urmă, erau așa zișii „libertini ”, foști iobagi care îndeplineau diferite servicii speciale ca: meseriași, curieri, însoțitori înarmați, păsărari, etc. Despre un curier, cu numele de Curtean, se știe că presta serviciu pe lângă pârcălabul Tălmaciului și că era plătit de către comunitate cu 35 de florini ungurești pe an, sumă în care se includea și produsele naturale.

## Situația juridico-administrativă
Activitatea juridică era reprezentată de către castelanul de la Turnu Roșu și mai apoi de cel al Tălmaciului, ajutat de funcționari speciali și de către juzii satelor aparținătoare. Pe lângă puterea politică și administrativă, acesta deținea și puterea judecătorească, fiind președintele scaunului de judecată local. Scaunul de judecată era format din castelan și câte doi reprezentanți ai fiecărei localități dependente. Aceștia se alegeau anual de către obște, ocazie cu care depuneau și un jurământ, ei urmând a participa la ședințele de judecată nu numai în calitate de martori ci și ca judecători, cu drept de vot. Din protocoalele de judecată păstrate, se menționează numele unor „judecători” racoviceni: Ionul Popii în 1733, Iusu Pota și Ioan Mircea în 1743 și 1744.
Scaunul de judecată domenial a funcționat la Tălmaciu până în anul 1755, când a fost mutat la Sibiu, ședințele sale ținându-se după aceea în fiecare vineri.

### Monografii
- Cornel Lupea. Racovița - Monografia unei străvechi așezări sibiene. Casa de presă și Editura Tribuna. Sibiu, 1995.
- Cornel Lupea. Racovița - Monografia unei străvechi așezări sibiene. vol. I-III, mss. la Biblioteca ASTRA.
- I. Albescu. Comuna Boița. Sibiu, 1938.
- I. Albescu. Turnu Roșu. București, 1966.

### Lucrări speciale și generale
- J.M. Ackner. Die Romischen alterthümer und Deutschen Bürgen in Siebenbürgen. Viena, 1857.
- G. Barițiu. Părți alese din istoria Transilvaniei, I. Sibiu, 1889.
- A. Bărbat. Dezvoltarea și structura economică a Țării Oltului. Cluj, 1938.
- E.A. Bielz. Die Burgen und Ruinen in Siebenbürgen, Hermannstadt. 1899.
- A. Bunea. Episcopul Ioan Inocențiu Klein. Blaș, 1900.
- I. Fruma. Problema Universității Săsești și a instituției celor șapte juzi. Sibiu, 1935.
- C.C. Giurescu și D.C. Giurescu. Istoria românilor, II. București, 1976.
- C. Gollner. Regimente grănicerești în Transilvania 1764 - 1851. București, 1973.
- K. Horedt. „Zur Siebenbürgischen Burgenforschung”, în Südest-Forcshungen, VI, nr.3-4/1941.
- E. Hurmuzachi. Documente privitoare la istoria românilor 1601-1825, XV/II. București, 1913
- N. Iorga. Sate și preoți din Ardeal. București, 1902.
- A. Dumitrescu-Jippa și N. Nistor. Sibiul și ținutul în lumina istoriei, I. Cluj-Napoca, 1976.
- N. Lupu. Cetatea Sibiului. București, 1966.
- I. Marțian. Repertoriu arheologic pentru Ardeal. Bistrița, 1920.
- Ș. Meteș. Emigrări românești din Transilvania în secolele XIII-XX. București, 1971.
- Ș. Meteș. Situația economică a românilor din Țara Făgărașului, I. Cluj, 1935.
- G. Muller. Stühle und Distrikte als Unterteilungen der Siebenbürgisch-Deutschen Nationsuniversität 1141-1876. Köln-Wien, 1985.
- I. Nistor. Emigrările de peste munți. București, 1915.
- Ș. Pascu. Voievodatul Transilvaniei, II. Cluj-Napoca, 1979.
- J. Plattner. Aus der Umgebung des alten Hermannstadt. Sonderdruck aus dem Siebenbürgisch-Deutschen Tageblatt. 1928.
- D. Prodan. Răscoala lui Horea, I. București, 1979.
- D. Prodan. Iobăgia în Transilvania în secolul XVI, I. București, 1967.
- I. Pușcariu ș.a. Contribuțiuni istorice privitoare la trecutul românilor de pe pământul crăiesc. Sibiu, 1913.
- I. Ursuțiu. „Circulația iobăgească pe domeniul Porumbac (secolul al XVIII)”, în Studia Universitatis Babeș-Bolyai. Series Historia I/1973.
- Urkundenbuch
- V. Vătășianu. Istoria artei feudale în Țările Române, I. București, 1959.

Reviste și alte publicații
- M. Holban. „Contribuții la studiul raporturilor dintre Țara Românească și Ungaria angevină”, în Studii și materiale de istorie medie, I. București, 1956.
- S. Lupșa. „Satul lui Gheorghe Lazăr”, în Mitropolia Ardealului, VII, nr. 7-8/1962.
- T. Nägler. „Castrum Salgo”, în Tribuna Sibiului, I, nr. 123/1968.
- T. Nägler. „Lupta antiotomană în sudul Transilvaniei în a doua jumătate a secolului al XV-lea”, în Transilvania, IV, nr. 6/75.
- C. Teodorescu. „Date privind instituția plăieșiei în Transilvania în secolul XVII-XVIII”, în Cumidava, I. Brașov.
- R. Heitel. „În legătură cu unele probleme ale arheologiei cetăților de piatră medievale din Transilvania”, în Buletinul monumentelor istorice, XXXIX, nr.2/1970.
- D. Anghel. „Cetatea feudală de la Vurpăr”, în Apulum, XI. Alba Iulia, 1973.